# الجراح الحكمي
الجرَّاح الحَكميّ وهو أبو عقبة الجرَّاح بن عبد الله الحكميّ الوالي الأموي على سجستان، وهو تابعي عاصر الصحابة، وحارب وجاهد في نصرة الإسلام ونشره في بلاد ما وراء النهر، وفي حروبه على الخارجين على دولة الخلافة الإسلامية، وهو من دمشق من بلاد الشام، ولد ونشأ فيها، وولد مع نهاية العقد السادس الهجري من القرن الأول، فقد دل على ذلك مشاركته في نصرة كتائب الإسلام، وأشارت المصادر التي ترجمت له إلى أن أول ظهور عسكري له، إنما كان سنة 82هـ، في فتنة عبد الرحمن بن الأشعث، عندما خرج على الدولة الأموية في دمشق، وشوهد في معركة (دير الجماجم)، حيث قتل ابن الأشعث، وكان مشاركا الحجاج في قيادة الجيش الأموي، وبرز الجراح في هذه المعركة في سعيه لأطفاء نار الفتنة عن طريق إتصالهِ بمعارفه ممن هم بمعية ابن الأشعث، وذلك في مناصحتهِ لهم بالأبتعاد عنهُ وقد نجح في ذلك.

## نسبه ومولده
هو الجراح بن عبد الله بن جعادرة بن أفلح بن الحارث بن ذرة بن حدقة بن مظة بن سلهم بن الحكم. والحكم نسبهم مختلف بين الهون بن خزيمة وسعد العشيرة. ، ولى خراسان وكان له عقب في وادي آش.
ولد في دمشق وقد خرج آباء الجراح مع جيوش الفتح الإسلامي الأولى وذلك في زمن الخليفة عمر بن الخطاب وقد نزل بنو الحكم في الكوفة زمن أختطاطها شأنهم في ذلك شأن بقية أبناء هذه البلاد من بناة دولة الإسلام، وبعد أن تحققوا نصرة الإسلام في بلاد الشام أستوطنوها وعاشوا فيها، ومن خلال سكنهم فيها كانوا على جاهزية أي طلب للخروج للجهاد في سبيل الله، وكان الجراح واحدا من أبناء هذه العوائل المهاجرة في سبيل نصرة الدعوة.

## أول ظهور للجراح بن عبد الله الحكمي
برز اسم الجراح ولمع بريقه في دولة بني أمية، عندما إلتحق بفيالق الجهاد وكله جدٌ واجتهاد في نصرة الإسلام عندما كان في سن الرشد، كان مجتهداً، بطلاً، ذو همةُ عالية ولم يزل حاملاً سلاحه ومقداماً لا يشق له غبار حتى انتشرت سمعته وذاع صيته عند الأبطال والقادة بالشجاعة والقوة والهمة العالية والبسالة والثبات عند الشدائد مجتازاً أقرانه، وعندها بدأ يصل إسمه إلى قصر الخلافة عند القادة والولاة حتى أصبح من رجال الدولة وأركانها عند الخلفاء.
وفي سنة 82 للهجرة، في معركة (دير الجماجم) كان أول ظهور لهذا القائد البطل في الثورة على دولة بني أمية بقيادة عبدالرحمن بن محمد الأشعث وحصلت بينه وبين الحجاج بن يوسف الثقفي هذه المعركة. وكان للجراح بن عبد الله الحكمي البصمة الواضحة والمؤثرة في إخماد نيران الثورة وإطفائها وله مواقف مأثورة في السعي لإطفاء لهيب الثورة. كان قائد كتيبة في جيش الخلافة، وقد كان له أقارب وأصدقاء في صفوف الثوار إذا ألتقى سيفه بسيوفهم تحولت من سيوف الغضب إلى سيوف الرحمة وتكون الصداقة والأرحام سداً منيعاً أمام الأسلحة، فتكون للأخلاق موضعاً ومكاناً.

## ولايته على البصرة
ضرب الجراح أروع المثل في قتاله الخارجين على دار الخلافة، ومنهم ابن الأشعث فنال إعجاب الخلفاء من بني أمية، فوولاه الوليد بن عبد الملك ولاية البصرة، تولى الجراح ولاية البصرة في عام 87هـ، وأستمرت ولايته لها ستة أعوام، وفي عام 96هـ، ثار جند قتيبة بن مسلم على قتيبة فقتلوه، فاستعان به الوليد للقضاء على هذه الفتنة، منيطًا به ولاية واسط في العراق.
وفي سنة 87 للهجرة كان الجراح بن عبد الله الحكمي والياَ على البصرة، حينئذ كان عمر بن عبدالعزيز والياَ على المدينة، وقتيبة بن مسلم والياَ على خراسان في زمن به أمثال هذين في ولاته يعد بلوغ الجراح هذه المنزلة أمراً عظيما، وكان ذلك في عهد خلافة الوليد بن عبدالملك وكانت له ولاية البصرة لسنوات، وهذه تعد اثبات ودليل له بأنه رجل إدارة كما أنه رجل حرب.

## ولايته على خراسان والمشرق
في السنة 96 من الهجرة شغب على قتيبة بن مسلم أجنادهُ فقتلوه، فجعل الوليد بن عبد الملك الجراح بن عبد الله الحكمي والياَ على خراسان، و أسلم نحو أربعة آلاف من الخزر في إقليم خراسان على يد القائد الأموي الجراح بن عبد الله الحكمي. وقد ذكر المؤرخون إن يزيد بن المهلب قد أستعان بالجراح في سنة 97 للهجرة (في أوائل خلافة سليمان بن عبد الملك) فناط به ولاية واسط في العراق، ثم رأيناه مرة آخرى على خراسان سنة 99 للهجرة، واقره عليها أمير المؤمنين عمر بن عبدالعزيز، وفي رمضان الموافق مئة للهجرة عزله عمر بن عبد العزيز عندما بلغ عنه الشدة، وذلك أن الجراح كتب إلى أمير المؤمنين عمر بن عبدالعزيز:
```
((إني قدمت خراسان، فوجدت قوماَ قد ابطرتهم الفتنة، فهم ينزون فيها نزواَ، واحب الأمور إليهم ان تعود الفتنة ليمنعوا حق الله عليهم، فليس يكفـهم إلا السيف والسوط، وكرهب الاقدام على ذلك إلا بإذنك)). فكتب اليه عمر: ((يا ابن أم الجراح أنت احرص على الفتنة منهم، لا تضربن مؤمناَ ولا معاهداَ سوطاَ إلا في حق، واحذر القصاص، فإنك صائر إلى من يعلم خائنـة الأين وماتخفي الصدور)).

خريطة القوقاز عام 740م

[
10
]
```

## أسباب عزل عمر إياه
ولى يزيد بن المهلب جهم بن زحر الجعفي على جرجان حين شخص عنها، فلما كان من أمر يزيد ماكان وجه والي العراق من العراق والياً على جرجان، فقدم الوالي عليها من العراق، فأخذه جهم بن زحر الجعفي فقيده وراح يسأله عن أحوال خراسان، فقيل له: قد وجدته، عليك بأبي مجلز، فكتب إلى الجراح: أن أقبل واحمل أبا مجلز وخلف على حرب خراسان عبد الرحمن بن نعيم، وعلى جزيتها عبيدالله بن حبيب. وقال الجراح لجهم: لولا أنك ابن عمي لم أسوغك هذا فقال جهم: لولا أنك ابن عمي لما أمنتك، وكان جهم سلف الجراح من قبل ابنتي الحصين بن الحرث، وأما كونه ابن عمه فلأن الحكم وجعفي أبناء سعد العشيرة من مذحج، وقال له الجراح: خالفت إمامك فاغز لعلك تظفر فيصلح أمرك عنده، فوجهه إلى الختل فغنم منهم ورجع.
وأوفد الجراح إلى عمر وفداَ رجلين من العرب ورجلاَ من الموالي يكنى أبا الصيد فتكلم العربيان والمولى ساكتب فقال عمر: ما أنت من الوفد؟ فقال: بلى، قال: فما يمنعك من الكلام؟ فقال: يا أمير المؤمنين عشرون ألفاَ من الموالي يغزون بلا عطاء ولا رزق، ومثلهم قد أسلموا من الذمة يؤخذون بالخراج فأميرنا الجراح عصبي جاف يقوم على منبرنا فيقول: أتيتكم خفياَ وأنا اليوم عصبي والله لرجل من قومي أحب إلى من مائة من غيرهم وهو بعد سيف من سيوف الحجاج قد عمل بالظلم والعدوان قال عمر: أحر بمثلك أن يوفد، فكتب عمر إلى الجراح انظر من صلى قبلك إلى القبلة فضع عنه الجزية، فسارع الناس إلى الإسلام فيقل للجراح: إن الناس قد سارعوا إلى الإسلام نفوراَ من الجزية فأمتحنهم بالختان، فكتب الجراح بذلك إلى عمر، فكتب عمر إليه ان الله بعث محمداَ صلى الله عليه وسلم داعياَ ولم يبعثه خاتناَ.
وكان الجراح كتب إلى عمر: إني قدمت خراسان فوجدت قوماَ قد أبطرتهم الفتنة فهم منبثون فيها فأحب الأمور إليهم أن يعودوا ليمنعوا حق الله عليهم فليس يكفهم إلا السيف والسوط فكرهت الإقدام على ذلك إلا بإذنك، فكتب إليه عمر (يا ابن أم الجراح أنت أحرص على الفتنة منهم لا تضرب مؤمناَ ولا معاهداَ سوطاَ إلا في الحق واحذر القصاص فإنك صائر إلى من يعلم خائنة الأعين وما تخفي الصدور، وتقرأ كتاباَ لا يغادر صغيرة ولا كبيرة إلا أحصاها).
وقبل مغادرته خراسان قاصداً دمشق صعد الجراح بن عبد الله الحكمي منبر المسجد مخاطباً أهل خراسان فقال: يا أهل خراسان، جئتكم في ثيابي هذه التي عليَ وعلى فرسي، لم أصب من مالكم إلا حلية سيفي- ولم يكن عنده إلا فرس قد شاب وجهه، وبغلة قد شاب وجهها ، فخرج في شهر رمضان واستخلف عبدالرحمن بن نعيم، فلما قدم قال له عمر: متى خرجت؟ قال: في شهر رمضان، قال: قد صدق من وصفك بالجفاء، هلا أقمنت حتى تفطـر ثم تخرج ! وكان الجراح يقول: أنا والله عصبي عقي- يريد من العصبية.
وعندما غادر الجراح بن عبد الله الحكمي خراسان أخذ معه عشرون ألفاً، وقال بعضهم: عشرة آلاف من بيت المال. وقال: هي على دينَ علي حتى أؤديها إلى الخليفة عمر بن عبد العزيز، فقدم على عمر، فقال له عمر: متى خرجت ؟ قال: لأيام بقين من شهر رمضان، وعلى دين فاقضِه، قال: لو أقمت حتى تفطر ثم خرجت قضيت عنك، فأدى عنه بنو الحكم قومه في أعطياتهم.
وقد بعث يزيد بن عبدالملك العباس بن الوليد مع أربعة آلاف فارس، جريدة خيل، حتى وصلوا إلى الحيرة يبادر إليها يزيد بن المهلب، ثم أقبل جنود أهل الشام بقيادة مسلمة بن عبد الملك، وأخذ على الجزيرة وعلى شاطئ الفرات، فاستوثق أهل ً البصرة ليزيد بن المهلب، وبعث عماله على الأهواز وفارس وكـِرمان، عليها الجراح بن عبد الله الحكـمي حتى انصرف إلى عمر.

## ظفر الخزر بالمسلمين
ثم شهدت منطقة ما وراء النهر أضطرابات على يد آل المهلب بن أبي صفرة، تمثلت بالخروج على خلافة الدولة الإسلامية، وأستطاع الجراح الوساطة عند مسلمة بن عبد الملك، في الصفح عن أبناء آل مهلب، بعدما كان ينوي بيعهم عقوبة لهم، فقد قال مسلمة بن عبد الملك : لأبيعن ذريتهم وهم في دار الرزق، فقال الجرَاح بن عبد الله الحكـمي : فأنا أشتريهم منك لأبـر يمينك، فأشتراهم منه بمائة ألف، قال : هاتها، قال : إذا شئت فخذها، فلم يأخذ منه شيئاَ، وخلى سبيلهم.
وفي سنة 104 للهجرة إجتاح جيش المسلمين بلاد الخزر من أرمينية يقودهم ثبيت النهراني فأجتمعت الخزر في جمع عظيم وأعانهم قفجان وغيرهم من أنواع الترك فلقوا المسلمين في مكان يسمى مرج الحجارة فأقتتلوا هناك قتالاَ شديداَ فقتل كثيرٌ من المسلمين وأحتوت الخزر على عسكرهم وغنموا جميع مافيه من مغانم وأقبل المنهزمون إلى الشام فذهبوا إلى يزيد بن عبد الملك وفيهم ثبيت فشتاط غضباَ ووبخهم على الهزيمة فقال : يا أمير المؤمنين ماجبنت ولا نكبت عن لقاء العدو ولقد لصقت الخيل بالخيل والرجل بالرجل ولقد طاعنت حتى انقصف رمحي وضاربت حتى أنقطع سيفي غير أن الله تبارك وتعالى يفعل مايريد.

## ولاية الجراح أرمينية وأذربيجان
عندما إنتصر الخزر على المسلمين طمعوا في البلاد الإسلامية فجمعوا وحشدوا أناط يزيد بن عبدالملك إلى الجراح بن عبد الله الحكمي حينئذ بالإمارة على على أرمينية وأذربيجان وبلاد القوقاز وذلك سنة 104هـ/ 722م ليتولى – بحزمه وشدته – وخاصة بعد كثرة الغارات من قبل اللان والوثنيين والأتراك على المدن في تلك المناطق على حدود البلاد الإسلامية فتصدى لهم الجراح وألحق بهم هزيمة منكرة فقاد جيوش الخلافة بنفسه، بجيش كثيف وأمره يزيد بغزو الخزر وغيرهم من الأعداء وبقصد بلاده.

## فتح بلنجر وغيرها
تقدم الجراح بجيش عرمرم وانتشر خبره في بلاد الخزر فعادوا حتى نزلوا بالباب والأبواب ووصل الجراح إلى برذعة توقف فيها وأستراح الجيش، ثم تقدم إلى الخزر فتجاوز نهر الكر فسمع بأن بعض من معه من أهل تلك الجبال قد كاتب ملك الخزر يخبره بمسير الجراح إليه فحينئذ أمر الجراح مناديه في الناس : إن المير مقيم ها هنا عدة أيام فاستكثروا من الميرة فكتب ذلك الرجل إلى ملك الخزر يخبره أن الجراح مقيم ويشير عليه بترك الحركة لئلا يطمع المسلمون فيه.
وعندما حل الظلام وجاء الليل أمر الجراح بالرحيل فتقدموا حتى أنتهى إلى مدينة الأبواب فلم يكن هناك خزر في المدينة فدخلها وبث فيها السرايا للنهب والغارة على ماجاوروهم فغنموا وعادوا من الغد وسار الخزر إليه وعليهم ابن ملكهم فألتقوا في نهر يسمى بنهر الران واقتتلوا قتالًا شديدًا وحرض الجراح أصحابه يبث فيهم الحماس والصبر واشتد القتال فظفروا بالخزر وهزموهم وتبعهم المسلمون يقتلون ويأسرون فقتل منهم خلق كثير وغنم المسلمون جميع ما معهم وساروا حتى نزلوا على حصن يعرف بالحصين فنزل أهله بالأمان على مال يحملونه فأجابهم ونقلهم عنها.
فلما رأوا الضرر الذي عليهم منها انتدب الجراح بن عبد الله الحكمي جماعة منهم نحو ثلاثين رجلًا وعاهدوا على الموت وكسروا جفون سيوفهم وحملوا حملة رجل واحد وتقدموا نحو العجل وجد الكفار في قتالهم ورموا من النشاب ما كان يحجب الشمس فلم يرجع أولئك حتى وصلوا إلى العجل وتعلقوا ببعضها وقطعوا الجبل الذي يمسكها وجذبوها فانحدرت وتبعها سائر العجل لأن بعضها كان مشدودًا إلى بعض وانحدر الجميع إلى المسلمين والتحم القتال واشتد وعظم الأمر على الجميع حتى بلغت القلوب الحناجر. وفتح الله له مدينة بلنجر، وأنتصر على جموع الترك ومقاتيلهم، وغرقهم بمياه الأنهار التي حول مجاريها على معسكراتهم واستولى المسلمون على الحصن عنوة وغنموا جميع ما فيه في ربيع الأول فأصاب الفارس ثلاثمائة دينار وكانوا بضعة وثلاثين دينار وكانوا بضعة وثلاثين ألفًا. ثم إن الجراح أخذ أولاد صاحب بلنجر وأهله وأرسل إليه فأحضره ورد إليه أمواله وأهله وحصنه وجعله عينًا لهم يخبرهم بما يفعله الكفار. ثم تقدم إلى الحصون التي تلي بلنجر فأجلى عنها حماتها وأستولى عليها ثم نزل على حصن السويدر وبه نحو أربعين ألف بيت من الترك فصالحوا الجراح على مال يؤدونه.

## وثيقة أمانه لأهل تفليس
قدم أهل تفليس بنسخة عهد كان قد كتب إليهم في زمن الخليفة عثمان بن عقان من قائدة حبيب بن مسلمة فأقرها وأعتمدها الجراح لهم وجدد لهم العهد والصلح لأاهل بلاد اللان والدربند والقوقاز التي كانت إمارته بالوثيقة الآتية :
```
بسم الله الرحمن الرحيم
```

((هذا كتاب من الجراح بن عبد الله لأهل تفليس في رستاق منجليس من كورة جرزان. أنهم اتوني بكتاب امان لهم من حبيب بن مسلمة، على الإقرار بصغار الجزية، وانه صالحهم على أرضين وكروم وارجاء يقال لها وارى وسابينا من رستاق الجزية، وعن طعام وديدونا من رستاق فحويط من كورة جرزان، على ان يؤدوا عن هذه الأرجاء والكروم في كل سنة مائة درهم بلا ثانية. فأنفذت لهم أمانهم وصلحهم وأمرتُ ألا يزاد عليهم. فمن قرئ عليه كتابي فلا يعتد ذلك فيهم إن شاء الله)).
تمثل هذه الرسالة من أقدم الوثائق والرسائل الإسلامية من دون (الرسائل النبوية) المعروفة. وانها موجهة من حاكم الصغد ديواتشيني إلى الأمير الجراح بن عبد الله الحكمي الوالي الأموي على خراسان. (مكتوبة على ورق حيواني من الغزال أو الماعز والكتابة بخط كوفي). ويتضح اسم الأمير الجراح بن عبد الله في أول السطر من الرسالة.
مثل هذه الوثيقة التي وثقت حكم الجراح لتلك البلاد، كانت بمنزلة رد ونقض لما ذهب إليه كثير من الكتاب الروس المستشرقين في القول: إن الإسلام دخل متأخرا إلى بلاد القوقاز، وربما يعود دخول أهل القوقاز في دين الإسلام إلى القرن الثامن للهجرة، وهو مطلع القرن الخامس عشر الميلادي. وهذا ليس بصحيح وفق معطيات هذه الوثيقة التاريخية، ووثيقة حبيب بن مسلمة التي يعود تاريخها لعام 35هـ، ووفق رحلة أول سفير مسلم لبلاد البلقار (روسيا اليوم)، وهو أحمد بن فضلان، الذي أوفده الخليفة العباسي المقتدر بالله إلى ملك الصقالبة في 11 من صفر عام 309هـ، عام921م، وعاد بعد سنتين من سفره، والذي أعتنق ملك البلقار الإسلام على يديه، وكل هذا يكذب دعوى المستشرقين ويدل على سماحة دين الإسلام في هذه الرسالة، وهي إن الإسلام أعطى الولاية لأهل البلاد المفتوحة.

## مواصلة الجهاد
انتهت سنة 104 ودخلت سنة 105 والجراح يتوغل في الأراضي مجاهداً في سبيل الله في الأراضي التي تحكمها روسيا الآن من بلاد الخزر، وتسمى بلاد اللان، على مقربة من مضيق الدربند الذي كان يسميه العرب (باب الأبواب) فشاعت هيبة العروبة والإسلام في تلك الأرجاء، واصبح اهلها يعتقدون في هذه الجيوش انها لا تغلب.
ولقد عزل الخليفة يزيد بن عبد الملك الجراح عن الولاية، ولما تولى الخلافة هشام بن عبد الملك بعد وفاة أخيه أعاده من جديد للولاية عام111هـ، 729م، وبعودته تجددت الفتن في بلاد ما وراء النهر من جديد، وتعرضت المدن لهجمات اللان والترك والخزريين وغيرهم من الوثنيين في منطقة ماوراء الباب، فتصدى لهم الجراح.

## وفاته
وفي عام 112هـ، 730م، حدثت معركة عظيمة عند مضيق الدربند (باب الأبواب) تسمى معركة مرج أردبيل، عندما تآمر الترك والخزر وجميع البغاة من مشركي اللان والدربند وسواحل بحر الخزر، عندما نظموا الخزر حركة انتفاضة ضد حكم الإسلام في أرجاء البلاد على نطاق واسع، وكانت القوة تحت يد القائد الجراح قليلة لاتبلغ عشر القوات المقاتلة التي أعدها المشركون للانتفاضة، ولو كان غير القائد المحنك الجراح الحكمي في ولاية تلك الجهات لكانت الكارثة عظيمة جداَ. اما الجراح قرر أن يضحي بنفسه وبالقوة القليلة التي معه من جند الشام حتى تستعد دار الخلافة لإدراك البلاد قبل ان تخرج من تحت سيطرة المسلمين. فاستخلف اخاه الحجاج ابن عبد الله الحكمي على أرمينية، وعبر الكر بالقوة القليلة التي معه حتى قطع النهر المعروف بالسمور وصار إلى الخزر – مركز الفتنة ومصدر الثورة – فقتل منهم مقتلة عظيمة، وقاتل أهل بلاد حمزين، ثم صالحهم على ان نقلهم إلى رستاق خيزان، وجعل لهم قريتين منهم انزلهم فيها. وتقدم إلى أهل غوميك فأوقع بهم وسبى منهم. ثم قفل فنزل شكى، فأجتاحه الشتاء ببرودته القاسية. فأستراح الجيش في مدينة برذعة والبيلقان ريثما تنقضي حدة الشتاء. وفي خلال ذلك ثارت الخزر وعبرت الرس، فحاربهم الجراح في صحراء ورثان فانحازوا إلى ناحية اردبيل، وفي حرج اردبيل كانت المعركة الأخيرة التي قضى فيها الجراح وكتبية الله التي كانت تحت قيادته احرج يوم وليلة مرت على جيش من جيوش الدنيا، لأن الكتيبة الصغيرة كانت تقابل عشرات اضعافها من المقاتلين، وكانت متعبة، وتحالف عليها العدو والشتاء والفاقة والانقطاع عن مصادر المدد. وظلت الجيوش العربية بعد ذلك إلى امد طويل تضرب المثل لكل ليلة حربية شديدة بقولها ((ليلة كليلة الجراح)) ولكل يوم عصيب بقولها ((يوم كيوم الجراح))، وفي ذلك اليوم وتلك الليلة استشهد القائد العظيم الجراح بن عبد الله الحكمي وكل من كان معه من المجاهدين إلى آخر مقاتل فيهم (رحمهم الله ورضي عنهم، واعلى مقامهم مع الصديقين في جنات النعيم).
وقد سمي النهر الذي كانت تلك الوقعة على ضفافه (نهر الجراح)، والجسر الذي كانت الوقعة على مقربة منه (جسر الجراح).
قال ابن جابر وفي سنة اثنتي عشرة ومائة غزا الجرَّاح بلاد الترك ورجع؛ فأدركته الترك؛ فقُتِلَ هو وأصحابه؛ وقال أبو سفيان الحميري كان الجرَّاح على أرمينية، وكان رجلاً صالحًا؛ فقتلته الخزر ففزع الناس لقتله في البلدان.
وقال سليم بن عامر دخلتُ على الجرَّاح فرفع يديه؛ فرفع الأمراء أيديهم؛ فمكث طويلاً ثم قال لي يا أبا يحيى هل تدري ما كنا فيه؟! قلتُ لا. وجدتُكم في رغبة فرفعتُ يدي معكم؛ قال سألْنَا اللهَ الشهادةَ فَوَاللهِ ما بقي منهم أحد في تلك الغزاة حتى استُشهِد.
قال خليفة زحف الجرَّاح من برذعة سنة اثنتي عشرة إلى ابن خاقان فاقتتلوا قتالاً شديداً فقُتِلَ الجرَّاح في شهر رمضان وغلبت الخزر على أذربيجان، وبلغوا إلى قريب من الموصل.
وقال الواقدي كان البلاء بمقتل الجرَّاح على المسلمين عظيمًا بكوا عليه في كل جند.

## خبر الوقعة في دمشق
وعندما وصل الخبر إلى قصر الخلافة في دمشق بما يحمله هذا الخبر من أخبار موجعة ومحزنة، وصل الخبر محرفاً يشوبه الإشاعات غير الصحيحة ففهم أمير المؤمنين هشام بن عبدالملك ان الجراح قصْـر في الدفاع، فدعا اليهِ أحد رجال الحرب سعيد بن عمرو الحرشي فقال لهُ: بلغني يا سعيد أن الجراح قد انحاز عن المشركين.
فأجابه سعيد بن عمرو: كلا يا أمير المؤمنين، الجراح اعرف بالله من أن ينحاز عن العدو، ولكنهُ قتل.
قال هشام: فما الرأي؟
قال: تبعثني على اربعين دابة من دواب البريد، ثم تبعث إلى كل يوم دابة عليها اربعون رجلاَ، ثم كتب إلى امراء الأجناد يوافوني بأجنادهم (ففعل ذلك هشام). فبكى هشام حتى علا نحيبه وبل لحيته بدموعه وبكى المسلمون في كل بلد حزناً منهم على الجراح وأصحابه. واختار هشام قائداً مجيداً هو سعيد بن عمرو الحرشي.

## يالثارات الجراح
وحينما قصد سعيد بن عمرو تلك البلاد حتى اصاب للترك ثلاثة جموع وفوداَ إلى خاقان بمن اسروا من المسلمين واهل الذمة، فاستنقذ ما اصابوا وأكثر القتل فيهم. فكان يستجدي ويعلن الجهاد في سبيل الله في كل مدينة يصل إليها. ووصل إلى مدينة (أرزن)، فلقيه جماعة من أصحاب الجراح بن عبد الله الحكمي وبكوا وبكى لبكائهم، ففرق بينهم نفقةً وردهم معه.
ووصل على رأس المقدمة إلى (خِلاط) وكانت شديدة التحصين، فحصرها وفتحها وقسم غنائمها في أصحابه.
وسار عن (خِلاط)، وفتح الحصون والقلاع شيئاً بعد شيء، إلى أن وصل إلى (برذعة)، فنزلها. وكان ابن خاقان يومئذ بأذربيجان يُغير وينهب ويسبي ويقتل وهو محاصر مدينة (ورثان) سراً يعرفهم بوصولهم ويأمرهم بالصبر فسار الرسول، وقبضوا الخزر على الرسول الذي أرسله الحرشي إلى أهل ورثان يأمرهم بالصبر والاحتساب وينبأهم بقدومه إليهم لنجدتهم، فأخذوه وسألوه عن حاله، فأخبرهم وصدقهم. وقال الخزر له : إن أطعتنا فيما نريد أخلينا سبيلك، وإلا قتلناك، قال : ماذا تريدون؟، قالوا له : تقول لأهل ورثان إنكم ليس لكم مدد، ولا من يكشف مابكم، وتأمرهم أن يسلموا البلد إليها ... فأجابهم إلى ذلك.
وحينما وصل هذا المرسول إلى أهل ورثان، وعندما أقترب منهم ليسموا صوته وكان الخزر يترقبون ويترصدون ويسمعون، فقال لأهل ورثان : أتعرفونني ؟، قالوا : نعم، أنت فلان! قال : ((فإن الحرشي قد وصل إلى مكان كذا في عساكر كثيرة، وهو يأمركم بحفظ البلد والصبر، وفي هذين اليومين يصل إليكم))، فرفعوا أصواتهم بالتكبير والتهليل.
وقتلت الخزر ذلك الرجل، ثم رحلوا عن مدينة (ورثان)، فوصلها الحرشي في العساكر وليس عندها أحد.
وغادر الحرشي (باجروان)، فجاءه من يخبره بأن الخزر في عشرة آلاف ومعهم خمسة آلاف من أهل بيت من المسلمين أسارى أو سبايا، وقد نزلوا على بعد أربعة فراسخ في مكانه الذي هو فيه.
وسار الحرشي ليلاً، فوافاهم آخر الليل وهم نيام، ففرق أصحابه في أربع جهات، وكبس الخزر مع الفجر، فوضع المسلمون فيهم السيف، فما بزغت الشمس حتى أبادهم المسلمون. وأطلق الحرشي من كان مع الخزر من المسلمين، وأخذهم معه إلى (باجروان).
ولم يكد يستقر به المقام في (باجروان) إلا وأتاه من يخبره بأن الخزر ومعهم أموال المسلمين وحرم الجراح وأولاده في مكان قريب.
وأسرع الحرشي إلى هدفه الجديد، فلم يشعر الخزر إلا والمسلمون معهم، فوضعوا فيهم السيف وقتلوا كيف شاؤوا، ولم يفلت من الخزر إلا الشريد، واستنقذوا من معهم من المسلمين والمسلمات، وغنموا أموالهم، وأخذوا أولاد الجراح وحرمه وأكرموهم وأحسنوا إليهم، وحملوا الجميع إلى (باجروان).
وبلغ مافعله الحرشي بعساكر الخزر ابن ملكهم، فوبخ عساكره وذمهم ونسبهم إلى العجز والوهن، فحرض بعضهم بعضاً، وأشاروا عليه بجمع أصحابه والعود إلى قتال المسلمين.
وأستنهض ابن ملك الخزر أصحابة من جهة أذربيجان من أجل قتال جيش المسلمين فجهزوا قوة عسكرية كثيرة.
وتقدم الحرشي إلى جموع الخزر، فالتقى المسلمون بالخزر في أرض (برزند)، فنشب القتال بين الجانبين بشدة وعنف. وانحاز المسلمون وقتاً يسيراً، وتصدعت أركان صفوفهم، ولكن الحرشي حرضهم وأمرهم بالصبر، فعادوا إلى القتال وصدقوهم الحملة.
واستنجد من مع الخزر من أسارى المسلمين، وتعالت اصوات التكبير والتهليل والدعاء إلى الله، فتزايد استقتال المسلمين، ولم ييبق أحد إلا وبكى رحمة للأسرى.
وأستحكمت حملة المسلمين على الخزر، فأنهزموا هزيمة نكراء، فطاردهم المسلمون حتى بلغوا بهم نهر (الرس)، ثم عادوا عنهم أن أطلقوا أسرى المسلمين وسباياهم، وغنموا أموال الخزر، ورجعوا إلى (باجروان).
وجمع ابن ملك الخزر من لحق به من عساكره، وعاد بهم إلى الحرشي، فنزل على نهر (البيلقان)، فالتقوا هناك.
وحمل المسلمون على الخزر حملة صادقة، في منطقة نهر (البيلقان)، فتضعضعت صفوف الخزر. وتتابعت حملات المسلمين، فصبر الخزر صبراً عظيماً، ثم كانت الهزيمة عليهم، فولوا الأدبار منهزمين، وكان من غرق منهم في النهر أكثر ممن قتل.
وجمع الحرشي الغنائم، وعاد إلى (باجروان) فقسمها.
ولم يكتف هشام بإمداد سعيد بن عمرو الحرشي بأمراء الأجناد. بل دعا أخاه ليث الوغى مسلمة بن عبد الملك، وأمره بأن يتجهز للالتحاق بمعسكر الجهاد، قال الطبري : فسار في شتاء شديد البرد والمطر والثلوج حتى جاز الباب في آثار الترك، وخلف الحارث بن عمرو الطائي (أحد قواده) بالباب الذي يسمونه الدبند لئلا يقطع عليه خط الرجعة.

## شهامة مروان بن محمد
وكان من ضمن جيش مسلمة أمراء من آل عبد شمس منهم الأمير مروان بن محمد، الذي صار آخر خلفاء بني أمية فيما بعد، وكانت حركات مسلمة بطئية في القضاء على المشركين الذين غدروا في الجراح وبطشوا برجاله.
دخل مروان بن محمد بن مروان ابن عم الخليفة على الخليفة هشام. فدهش لأنه كان يعلم أن مروان في صفوف الحرب تحت قيادة مسلمة بن عبد الملك ببلاد الخزر، فأذن له بالدخول حالاَ. فلما صار بين يديه – سأله عن سبب قدومه، فقال مروان : لقد ضقت ذراعاَ يا أمير المؤمنين بما سأذكره لك، ولم أر من يحمله اليك غيري. قال: وماهو ؟ قال مروان : لقد كان من غدر الترك بالمسلمين وقتلهم الجراح بن عبد الله الحكمي ومن معه من المجاهدين مادخل به الوهن على المسلمين هناك. ثم رأى أمير المؤمنين أن يوجه أخاه مسلمة اليهم. فوالله ماوطئ من بلادهم إلا أدناها، ثم إنه لما رأى كثرة جمعه أعجبه ذلك، فكتب إلى الترك والخزر يؤذنهم بالحرب، وأقام بعد ذلك ثلاثة أشهر فاستعد القوم وحشدوا. فلما دخل بلادهم لم يكن له فيهم نكاية، وكان قصاراه السلامة. وقد أردت أن تأذن لي في غزوة أذهب بها عن المسلمين العار، وأنتقم من العدو. قال الخليفة : قد أذنت لك. قال : وتمدني بمائة وعشرين ألف مقاتل. قال : قد فعلت. قال : وتكتم هذا الأمر عن كل أحد. قال : قد فعلت، وقد استعملتك على أرمينية.
فودع مروان ابن عمه هشاماً لساعته، وانقلب مسرعاً إلى أرمينية والياً عليها. وسير اليه هشام الفيالق من الشام والعراق والجزيرة، فاجتمع عند مروان من الجنود والمتطوعة مائة وعشرون ألف مجاهد. فأظهر أنه يريد غزو اللان – وهي من بلاد الروس، ويجري اليها نهر أتل، وتقع بين أرمينية وبلاد الخزر على مقربة من الدربند (باب الأبواب) وبالفعل قصد مروان بلاد اللان، وكتب إلى ملك الخزر يطلب منه المهادنة ليؤكد له أنه ليس مقصوداً بهذه الحملة الإسلامية الرهيبة، وأن العرب اكتفوا بما كان من المعارك السابقة بينهم وبين الخزر بقيادة مسلمة بن عبد الملك. فكتب ملك الخزر إلى مروان بن محمد يجيبه بالموافقة على اقتراح الهدنة، وحضرت من عنده وفود الصلح للمذاكرة فيه. فلما وصلت وفود ملك الخزر إلى مروان في أرمينية أكرمهم وأمسكهم عنده ضيوفاً، وما طل في البت معهم في شيء، إلى أن استكملت جيوشه أهبتها ، وتجهزت بكل مايلزم لها، فلما فرغ من استعداده ابتكر وسيلة تسوغ له الإغلاظ لمندوبي ملك الخزر في القول، واخبرهم انه صار مضطراً إلى حرب ملكهم، وقال لهم : اذهبوا إلى صاحبكم واخبروه بانتهاء مابيننا وبينه من هدنة، واننا لا نستطيع ان نتفق معه على صلح يرضينا، ثم وكل بهذا الوفد من يسير به إلى ملك الخزر من طريق طويل. وزحف هو بجيوشه من أقرب الطرق. فما وصل الوفد إلى ملك الخزر الا ومروان قد وافاهم بجيوشه ورائهم. علم ملك الخزر من رجاله بما عند مروان من جيوش، وماحشده واستعد به، فاستشار ملك الخزر أصحابه، فقالوا له : ان هذا قد اهتبل غرتنا، ودخل بلادنا، فإن اقمنا إلى ان نجمع له ما نحاربه به احتجنا إلى مدة يبلغ فينا منا مايريد. وان لقيناه على حالنا هذه هزمنا وظفر بنا. والرأي عندنا ان تتأخر أيها الملك إلى اقاصي بلادك وتدعه ومايريد. فقبل ملك الخزر رأي اصحابه، وسار حيث اشارو عليه ودخل مروان بن محمد هذه الأصقاع الغنية الواسعة، واوغل فيها حتى انتهى إلى آخر بلاد الخزر، ثم انتقل منها إلى بلاد ملك السرير فأوقع بجيوشها وفتح قلاعها ودان له الملك وصالحه على غرامة حربية من جملتها مائة ألف رقيق مدبر تحمل إلى الدربند (باب الأبواب) فيستلمها المسلمون هناك. وهكذا فعل في سائر ممالك القريم والقوقاز.
ومن ذلك اليوم استقر الإسلام في تلك الأصقاع، واخذ علماء العواصم الإسلامية يذهبون إلى هناك لينشروا الدعوة المحمدية ويحرضوا أهل الخير من الشبان على السفر إلى عواصم الإسلام لتلقي علومه، فنبغ منهم مؤلفون وعلماء نرى تراجمهم مدونة في الكتب.

## صفاته وأخلاقه
عرف الجراح الحكمي في بلاد ما وراء النهر بالعفة والنزاهة وكان أميراً وقائدا عسكرياً وواليا عادلاً، مع أهلها من المسلمين وغيرهم من الطوائف الأخرى، وكان معروفاً بالحزم والجد مع العصاة الخارجين عن القانون، واستطاع بصفاته الحميدة مسك زمام الأمور وتنظيم أمور الدولة. ومن ذلك التاريخ وتلك الدول (من أواسط آسيا وبلاد القوقاز) التي فتحها الجراح لا يزال فيها دين الإسلام قائماً إلى اليوم.

## المكيال الجراحي
لقد نظم الجراح أساليب التسوق في تلك البلاد، ووظف وسير المحتسبين في الأسواق، ولأهمية الموازين والمكاييل في الحياة العامة بين الناس، فقد وحد المكيال والميزان في تلك البلاد، بما يتفق والمكاييل والموازين الإسلامية المعروفة، فزاد في عدد العاملين المحتسبين في الأسواق، حتى عرف الناس في بلاد ما وراء النهر (المكيال الجراحي)، وإلى ذلك أشار المؤرخ البلاذري (المتوفي 279هـ، 892م)، حيث زار البلاد وشاهد فيها المكيال الجراحي، وكيف إن الناس يتعاملون به وهذا إشارة إلى عدالته.